# Herma Relin
Herma Relin, gebürtige Linauer (* 27. März 1913 in Marchegg, Österreich-Ungarn; † 23. März 1995, in  Lindenfels), war eine österreichische Theater- und Filmschauspielerin.

## Leben
1936 debütierte sie in Karl Ritters Film Weiberregiment. Es folgten Filme wie Das Ekel oder Herz modern möbliert. Ihre bekannteste Rolle ist wohl die der Ramona de Garcia in Sergeant Berry. Ihr letztes Engagement hatte sie im Historienstreifen Friedrich Schiller – Der Triumph eines Genies. Danach beendete sie ihre Filmkarriere und widmete sich ihrer Bühnentätigkeit.

## Filmografie
- 1936: Weiberregiment
- 1937: Fahndungsakte D.V.C. 452 - Ein Tatsachenbericht (Kurzspielfilm)
- 1938: Sergeant Berry
- 1939: Das Ekel
- 1939: Renate im Quartett
- 1939: Tip auf Amalia
- 1940: Der Sündenbock
- 1940: Herz modern möbliert
- 1940: Friedrich Schiller – Der Triumph eines Genies